# Tlaka, Litija
Tlaka este o localitate din comuna Litija, Slovenia, cu o populație de 33 de locuitori.